# 문현역
문현역(Munhyeon station, 門峴驛)은 부산광역시 남구 문현동에 있는 부산 도시철도 2호선의 지하철역이다. 인근에 부산 시민회관이 있다.

## 역사
- 2001년 8월 8일 : 부산 도시철도 2호선 개통과 함께 영업 개시
- 2002년 8월 29일:광안~장산 개통으로 장산 기점 13.6km으로 변경

## 역 구조
2면 2선 곡선 상대식 승강장이 있는 지하역이다. 스크린도어가 설치되어 있다.
대합실을 통과해 반대쪽 승강장으로 횡단 할 수 있다.
이 역은 곡선의 여파로 인해 승강장과 열차 사이의 단차가 있으므로 승, 하차시 주의해야 한다.

### 승강장
| 지게골 ↑                |
| \| 상                   |
| ↓ 국제금융센터·부산은행 |

| 상행 | ● 부산 도시철도 2호선 | 대연·금련산·수영·해운대·장산 방면 |
| 하행 | ● 부산 도시철도 2호선 | 서면·사상·덕천·호포·양산 방면     |

## 역 주변
- 부산MBC
- 부산시민회관
- 문현교차로
- 문현3동 행정복지센터
- 문현5동 행정복지센터
- 성동중학교
- 문현여자중학교
- 데시앙아파트
- 삼성힐타워

## 승차량 변동
| 역 노선 | 승차 인원 | 승차 인원 | 승차 인원 | 승차 인원 | 승차 인원 | 승차 인원 | 승차 인원 | 승차 인원 | 승차 인원 | 승차 인원 | 승차 인원 | 승차 인원 | 승차 인원 | 승차 인원 | 주 석 |
| 역 노선 | 2002년    | 2003년    | 2004년    | 2005년    | 2006년    | 2007년    | 2008년    | 2009년    | 2010년    | 2011년    | 2012년    | 2013년    | 2014년    | 2015년    | 주 석 |
| ------- | --------- | --------- | --------- | --------- | --------- | --------- | --------- | --------- | --------- | --------- | --------- | --------- | --------- | --------- | ----- |
| 2호선   | 3378      | 3736      | 3640      | 3675      | 3435      | 3511      | 4040      | 4212      | 4402      | 4680      | 4675      | 4999      | 5072      | 5036      | [ 1 ] |

## 사진

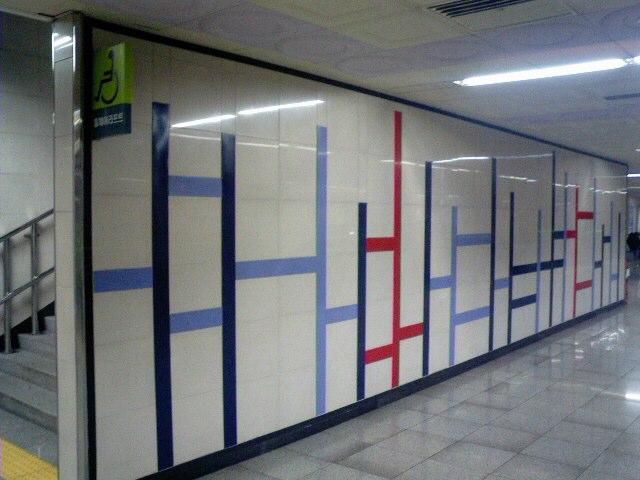
벽화
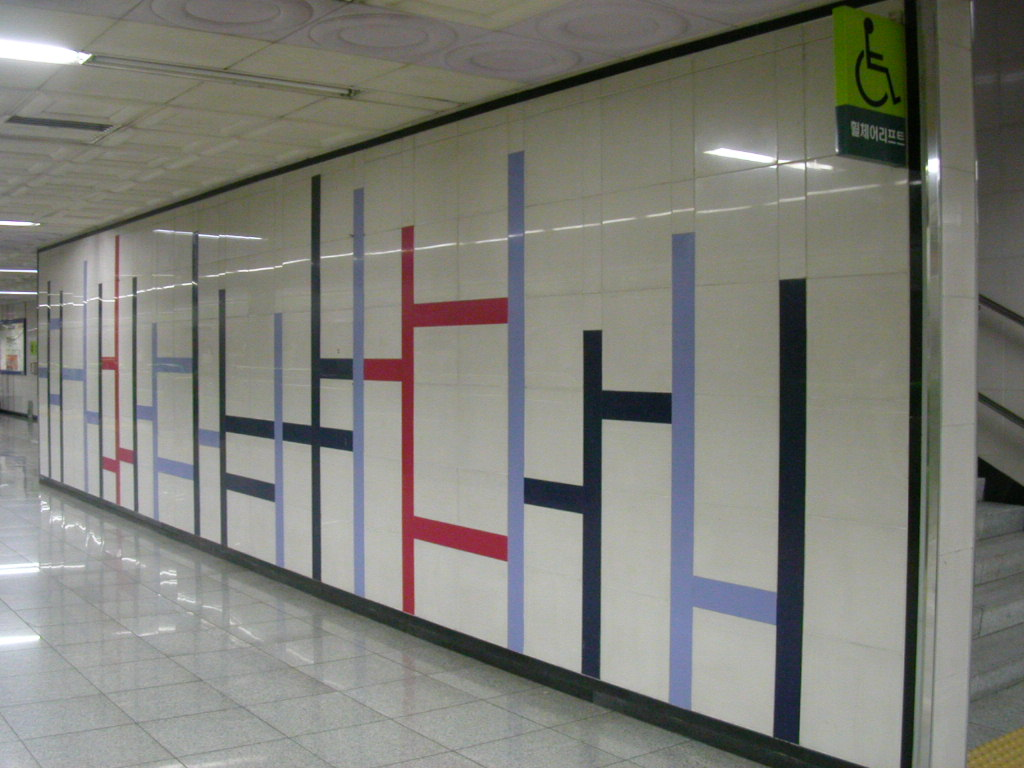
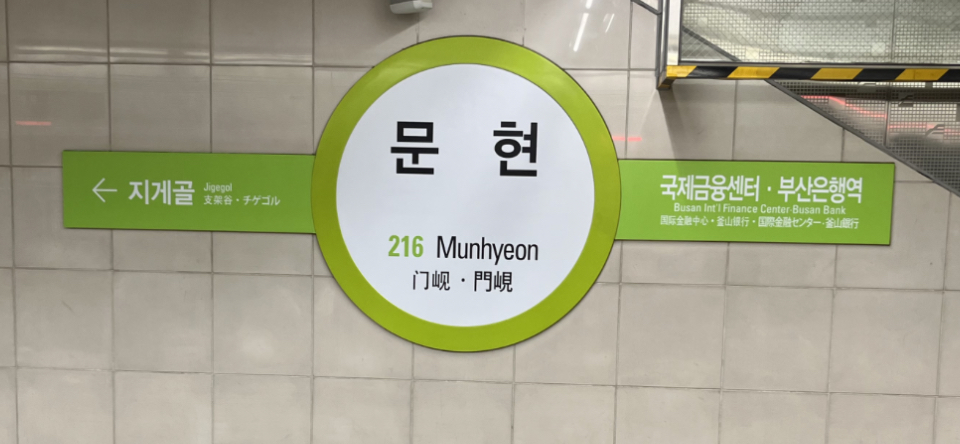
역명판

## 인접한 역
| 부산 도시철도 2호선  | 부산 도시철도 2호선   | 부산 도시철도 2호선                 |
| -------------------- | --------------------- | ----------------------------------- |
| 215 지게골 장산 방면 | ● 부산 도시철도 2호선 | 217 국제금융센터·부산은행 양산 방면 |